# Igor Amorelli
Igor Amorelli né le 1er novembre 1984 à Belo Horizonte au Brésil est un triathlète professionnel, multiple vainqueur sur triathlon Ironman ou Ironman 70.3.

## Palmarès
Le tableau présente les résultats les plus significatifs (podium) obtenus sur le circuit international de triathlon depuis 2009,.
| Année | Compétition                                   | Pays       | Position           | Temps           |
| ----- | --------------------------------------------- | ---------- | ------------------ | --------------- |
| 2019  | Ironman 70.3 Florianópolis                    | Brésil     | Médaille d'or      | 3 h 46 min 21 s |
| 2018  | Ironman 70.3 Florianópolis                    | Brésil     | Médaille d'or      | 3 h 46 min 47 s |
| 2017  | Ironman 70.3 Miami                            | États-Unis | Médaille d'or      | 3 h 59 min 43 s |
| 2017  | Ironman 70.3 Palmas                           | Brésil     | Médaille d'or      | 3 h 54 min 57 s |
| 2017  | Ironman Brésil                                | Brésil     | Médaille de bronze | 8 h 6 min 58 s  |
| 2016  | Ironman Maastricht-Limburg                    | Pays-Bas   | Médaille d'or      | 8 h 28 min 17 s |
| 2015  | Ironman 70.3 Punta del Este                   | Uruguay    | Médaille d'or      | 3 h 17 min 59 s |
| 2015  | Ironman 70.3 Puerto Rico                      | Porto Rico | Médaille d'or      | 3 h 54 min 59 s |
| 2014  | Ironman 70.3 Timberman                        | États-Unis | Médaille d'argent  | 3 h 56 min 59 s |
| 2014  | Ironman 70.3 Steelhead                        | États-Unis | Médaille d'argent  | 3 h 56 min 0 s  |
| 2014  | Ironman Brésil                                | Brésil     | Médaille d'or      | 8 h 7 min 54 s  |
| 2013  | Ironman Brésil                                | Brésil     | Médaille d'argent  | 8 h 19 min 40 s |
| 2012  | Ironman Brésil                                | Brésil     | Médaille de bronze | 8 h 27 min 56 s |
| 2010  | Coupe panaméricains - l'étape de Recife       | Brésil     | Médaille d'or      | 3 h 15 min 53 s |
| 2009  | Coupe panaméricains - l'étape de Viña del Mar | Brésil     | Médaille d'or      | 1 h 45 min 29 s |
| 2009  | Ironman 70.3 St. Croix                        | États-Unis | Médaille d'argent  | Timing          |